# Simarlelan
Simarlelan is een bestuurslaag in het regentschap Tapanuli Selatan van de provincie Noord-Sumatra, Indonesië. Simarlelan telt 823 inwoners (volkstelling 2010).